# Scenopinus retuertensis
Scenopinus retuertensis är en tvåvingeart som beskrevs av Miguel Carles-Tolrá 2001.
Scenopinus retuertensis ingår i släktet Scenopinus och familjen fönsterflugor. Artens utbredningsområde är Spanien. Inga underarter finns listade i Catalogue of Life.